# Derby calcistici in Cile
Ci sono diversi derby tra i club di calcio in Cile.

## Super Clásico
Colo Colo-Universidad de Chile
La rivalità tra Colo Colo ed Universidad de Chile è la più grande del paese. Venne disputata per la prima volta nel 1938.

## Clásico Universitario
Universidad de Chile-Universidad Católica
Questa partita, che rappresenta il derby più antico del Cile, si disputa tra le squadre di calcio dell'Universidad de Chile e dell'Universidad Católica, che rappresentano due delle più importanti università e squadre di calcio del paese. Originariamente club universitari, divennero professionisti negli anni '30 e hanno mantenuto i loro nomi dilettantistici.

## Clásico Aconcagüino
Unión San Felipe-Trasandino de Los Andes

## Clásico del Norte
San Marcos de Arica-Deportes Iquique

## Clásico Penquista
Deportes Concepción-Fernández Vial

## Clásico Provincial
San Luis de Quillota-Unión La Calera

## Clásico de Colonias
Unión Española vs. Palestino vs. Audax Italiano
Ci sono tre rivali tradizionali: l'Unión Española, fondata da immigrati spagnoli; il Palestino, un team fondato da membri dello diaspora palestinese che vivono in Cile; e l'Audax Italiano, che ha avuto origine dalla sua controparte italiana locale, da cui il nome dei derby. L'Unión Española è anche il secondo club più antico della Primera División Chilena con 113 anni (dietro il Santiago Wanderers con 118 anni) e tutti e tre i club hanno una lunga storia di rivalità. Tutte e tre le squadre hanno sede a Santiago.

## Clásico Porteño
Santiago Wanderers-Everton
Si gioca tra il Santiago Wanderers di Valparaíso e l'Everton di Viña del Mar. È il derby più antico del Cile. La prima partita è stata giocata nel 1916.
Una delle partite più importanti si svolse il 29 settembre 2013, quando vennero espulsi 5 giocatori(2 del Wanderers e 3 dell'Everton), i Wanderers alla fine vinsero 3-0.

## Clásico del Cobre
Due squadre legate alle regioni ricche di rame e all'industria, il Cobreloa e il Cobresal si contendono il derby dalla fine degli anni '70, quando vennero fondati i club.

## Clásico del Maule
Rangers de Talca-Curicó Unido

## Clásico Chorero
Huachipato-Naval de Talcahuano

## Clásico del Sur
Puerto Montt-Provincial Osorno

## Clásico del Desierto
Deportes Antofagasta-Cobreloa

## Clásico de la Cuarta Región
La Serena-Coquimbo Unido

## Derby di Huaso
Rangers de Talca-O'Higgins